# Murat Duruer
Murat Duruer est un footballeur turc né le 15 janvier 1988 a Bolu. Il évolue actuellement à Gençlerbirliği au poste de milieu de terrain.

## Statistiques détaillées
Dernière mise à jour le 24/05/2010.
| Saison    | Club           | TOTAL  | TOTAL | Championnat | Championnat | Championnat | Coupe d'Europe | Coupe d'Europe | Coupe d'Europe | Coupes Nationales | Coupes Nationales |
| Saison    | Club           | Matchs | Buts  | Division    | Matchs      | Buts        | Type           | Matchs         | Buts           |                   |                   |
| Saison    | Club           | Matchs | Buts  | Division    | Matchs      | Buts        | Type           | Matchs         | Buts           | Matchs            | Buts              |
| --------- | -------------- | ------ | ----- | ----------- | ----------- | ----------- | -------------- | -------------- | -------------- | ----------------- | ----------------- |
| 2005-2006 | MKE Ankaragücü | 1      | 0     | Süperlig    | 1           | 0           | -              | -              | -              | -                 | -                 |
| 2006-2007 | MKE Ankaragücü | 22     | 1     | Süperlig    | 18          | -           | -              | -              | -              | 4                 | 1                 |
| 2007-2008 | MKE Ankaragücü | 38     | 2     | Süperlig    | 33          | 2           | -              | -              | -              | 5                 | -                 |
| 2008-2009 | MKE Ankaragücü | 32     | 1     | Süperlig    | 28          | 1           | -              | -              | -              | 4                 | -                 |
| 2009-2010 | MKE Ankaragücü | 21     | 2     | Süperlig    | 17          | 1           | -              | -              | -              | 4                 | 1                 |